# Дециев, Бисолт Османович
Бисо́лт Осма́нович Деци́ев (род. 17 января 1964, Казахская ССР) — советский, казахский и киргизский борец классического стиля, бронзовый призёр Спартакиады народов СССР 1986 года, обладатель Кубка СССР, двукратный чемпион СССР (1990—1991 годы), чемпион Европы (1988), четырёхкратный обладатель Кубка мира, победитель многих международных турниров, многократный чемпион Казахстана.

## Биография
Чеченец. После реабилитации чеченцев и ингушей родители Дециева остались в Казахстане. Бисолт родился 17 января 1964 года. Начал заниматься классической борьбой в 1977 году. Выступал за юношескую сборную Казахстана. В 1982 году в Лейпциге стал чемпионом Европы среди юношей.
В 1986 году на первом для себя чемпионате СССР занял 7-е место. В том же году стал бронзовым призёром Спартакиады народов СССР и чемпионом Динамиады социалистических стран в Праге. В 1987 году стал обладателем Кубка СССР и членом сборной команды СССР по борьбе. В 1990—1991 годах чемпион СССР. В 1991 году стал победителем Спартакиады народов СССР. В 1987 и 1989—1991 годах становился обладателем Кубка мира.
Победитель международных турниров серии «Гран-При» в США, Иране, Италии, Норвегии, Венгрии, России. В 1989 году выиграл мировой Гран-при в Будапеште.
С 1997 года выступал за сборную команду Кыргызстана. В составе этой сборной стал серебряным призёром чемпионата Азии по борьбе (1997 год), занял 4-е место на Летних Азиатских играх 1998 года, неудачно выступил на чемпионатах мира 1997 (12-е место) и 1998 (15-е место) годов.
После завершения спортивной карьеры перешёл на тренерскую работу. Среди его воспитанников чемпионы Казахстана, призёры чемпионатов Азии и мира. Возглавляет спортивный клуб города Шымкент. Избран председателем Южно-Казахстанского областного Союза молодежи национальных культурных центров. Является почётным гражданином города Шымкент.

## Спортивные результаты
- Чемпионат СССР по классической борьбе 1989 года — ;
- Чемпионат СССР по классической борьбе 1990 года — ;
- Чемпионат СССР по классической борьбе 1991 года — ;

| Год  | Состязание                      | Город   | Место |
| ---- | ------------------------------- | ------- | ----- |
| 1989 | Чемпионат Европы по борьбе 1989 | Оулу    | 4     |
| 1997 | Чемпионат мира по борьбе 1997   | Вроцлав | 12    |
| 1998 | Чемпионат мира по борьбе 1998   | Евле    | 15    |
| 1998 | Летние Азиатские игры 1998      | Бангкок | 4     |